# Sonata para piano n.º 7 (Mozart)

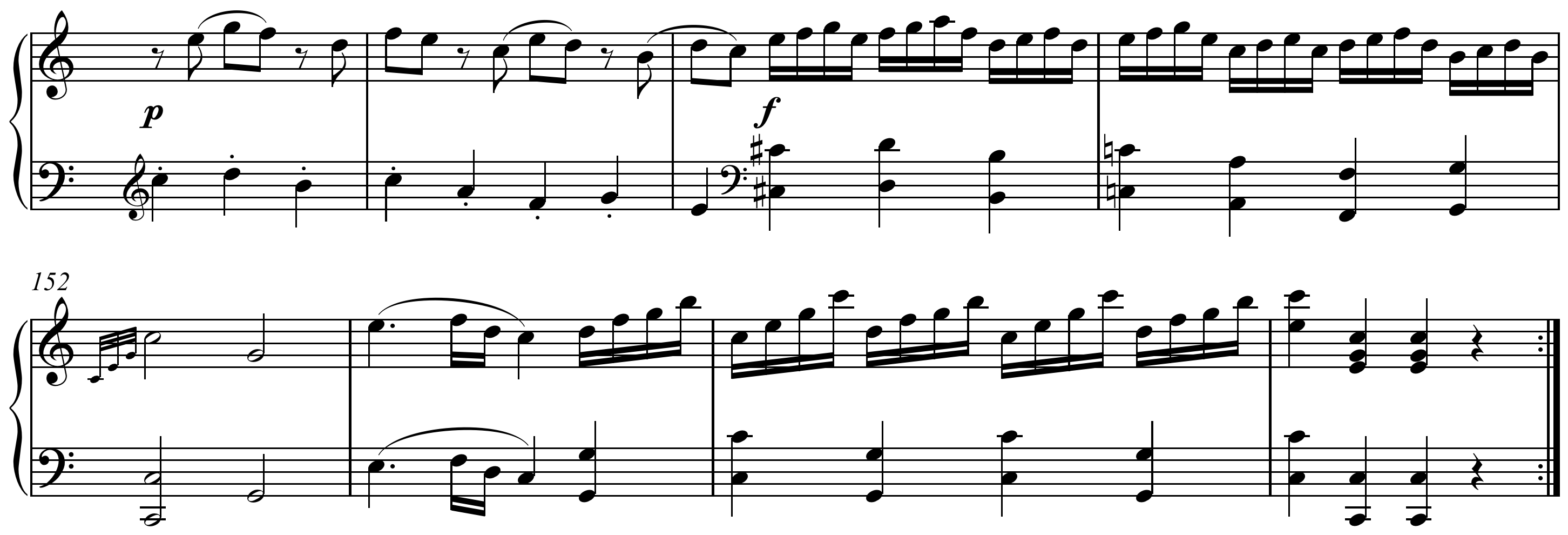
Coda de la Sonata en do mayor de Mozart, K. 309, I, mm. 148-155..

La Sonata para piano n.º 7 en do mayor, K. 309/284b, de Wolfgang Amadeus Mozart consta de tres movimientos:
1. Allegro con spirito
2. Andante un poco adagio, en Fa mayor
3. Rondo (allegretto grazioso)

Esta pieza fue compuesta a principios de noviembre de 1777 durante un viaje a Mannheim y París entre 1777 y 1778. Esta obra asume el nuevo aspecto sinfónico de la producción pianística de Mozart. El estilo, la severidad de la escuela de Mannheim, se manifiesta en esta sonata a través de expresiones de una humanidad muy profunda, a veces dolorosa que todavía no se había encontrado en precedentes creaciones. 
El andante es un "retrato" de Rosa Cannabich (su pupila) que era la hija de 15 años de edad de Christian Cannabich, maestro de capilla de Mannheim. Mozart describió este retrato como la representación de una niña "muy hermosa, muy educada, sensata y madura para su edad, seria y callada. Pero cuando habla, lo hace con gracia y amabilidad". El padre de Mozart, Leopold, llamó a esta pieza "extraña". 
El rondó (Mozart lo llama rondó, pero es rondó sonata, con exposición invertida) termina con una coda sottovoce típicamente mozartiana y que se repetirá en numerosas veces durante el resto de su obra. 